# Сбыслава Святополковна
Сбыслава Святополковна (род. 1085/1090 — ум. 1112/1114) — русская княжна из династии Рюриковичей, дочь великого князя киевского Святополка Изяславича. Супруга польского князя Болеслава III Кривоустого.

## Биография
Матерью Сбыславы была, по всей видимости, представительница чешской династии Пржемысловичей, вышедшая замуж за Святополка. Сбыслава упоминается в Повести временных лет, где говорится что Сбыслава была отправлена в 1102 году в Польшу для свадьбы с Болеславом Кривоустым. Последний вёл междоусобную борьбу со своим единокровным братом Збигневом и желал заполучить союзников в лице киевских и венгерских князей. Свадьба со Сбыславой состоялась зимой 1102/1103 годов. У супругов было трое детей: будущий польский князь Владислав II Изгнанник, родившийся в 1105 году; сын Станислав (род. 1108), умерший в юношеском возрасте; дочь по имени Юдифь-Мария (род. 1111), будущая жена муромского князя Всеволода Давыдовича.
Дата смерти Сбыславы точно неизвестна. Некоторые источники указывают на период 1109—1112 годов. В современных источниках предполагается, что она могла прожить до 1114 года, после чего Болеслав III женился на Саломее фон Берг-Шельклинген.